# Kościół Przemienienia Pańskiego w Dobromilu
Kościół Przemienienia Pańskiego w Dobromilu usytuowany jest przy drodze z Dobromila do Niżankowic, nieco na uboczu centrum miasteczka. Powstał z fundacji rodziny Herburtów w XVI-XVII wieku, natomiast jego fasada pochodzi z około 1884 roku. Jest kościołem parafialnym Rzymskokatolickiej Parafii pw. Przemienienia Pańskiego w Dobromilu.

## Historia

### XVI–XVII wiek
Katolicy Dobromila należeli początkowo do parafii św. Marcina w Felsztynie. W roku 1531, Herburtowie, właściciele Dobromila ofiarowali fundusze na założenie parafii w swym mieście. Nowo zbudowany drewniany kościół zniszczył w 1535 roku pożar. W II połowie XVI wieku na innym miejscu zbudowano murowaną świątynię nadając jej wezwanie św. Trójcy. Budowniczym kościoła parafialnego był przypuszczalnie Jan Baptysta Wenecjanin. Wnętrze kościoła zostało opracowane niemal w taki sam sposób jak w kilku renesansowych kościołach wzniesionych na Mazowszu około połowy XVI w. (m.in. kościół w Broku i kolegiata w Pułtusku)  Prace budowlane trwały też w I połowie XVII wieku. Według protokołu wizytacji świątynia od 1646 roku miała dwie kaplice, drewnianą dzwonnicę i nosiła wezwanie Przemienienia Pańskiego. W 1648 roku kościół został zniszczony przez Kozaków Bohdana Chmielnickiego, a kryjący się w nim mieszkańcy zostali wymordowani.

### XVIII wiek
W 1719 r. Wojciech Michalski, ówczesny dzierżawca Dobromila podjął gruntowny remont kościoła. Po 1743 r. właściciel miasta Błażej Krasiński starosta przasnyski rozpoczął przebudowę świątyni. Naprzeciwko kaplicy Herburtów dostawiono do nawy kaplicę Św. Kingi  (patronki górników z żup solnych znajdujących się koło Dobromila), a przy prezbiterium, od południa wymurowano nową zakrystię. We wnętrzu świątyni położono kamienną posadzkę, wybudowano pięciostopniowy podest przed ołtarzem głównym i wybielono ściany. Pokryto dachówką skarbiec. Przebudowę prowadzono do 1753  roku i zmierzała ona do uporządkowania planu budynku i ujednolicenia jego zewnętrznych elewacji. Po wzniesieniu kaplicy Św. Kingi (ukształtowanej wyraźnie na wzór wcześniejszej kaplicy Herburtów) świątynia ta zyskała regularny układ przestrzenny in modu crucis z pseudotranseptem utworzonym przez dwie niemal bliźniacze kaplice. Rozwiązanie takie było charakterystyczne dla architektury polskiej XVII  wieku. Święta Kinga była patronką górników pracujących w miejscowych kopalniach soli. Zbudowano także nową zakrystię oraz położono kamienną posadzkę. 5 lipca 1753 roku biskup przemyski Wacław Hieronim Sierakowski konsekrował kościół pod wezwaniem Przemienienia Pańskiego. W 1772 roku kościół ponownie remontowano.

### XIX wiek
W czasie pożaru w Dobromilu w 1870 roku spłonął dach kościoła. W 1884 roku kościół częściowo przebudowano dając mu nową fasadę, a jego dach pokryto blachą. Obraz Matka Boża z Dzieciątkiem dla głównego ołtarza namalował M. Skopowski.

### XX wiek
W 1910 roku zbudowano nową murowaną dzwonnicę. W latach 1921 i 1934–1935 w kościele przeprowadzono prace budowlano–remontowe.
W czasach sowieckich kościół w Dobromilu, jako jeden z niewielu w okolicy, pozostał nadal czynny. Opiekę nad nim sprawowali księża z Nowego Miasta. Kolejne remonty kościoła miały miejsce w latach 1988 oraz 1996–1998.

## Architektura
Wnętrze zachowało renesansowy charakter (bogaty strop kasetonowy). Zachowało się bogate wyposażenie kościoła, w tym późnorenesansowe tabernakulum, barokowa ambona i ołtarze, między innymi w kaplicy św. Kingi.
Na ołtarzu głównym kościoła znajduje się relikwiarz z relikwiami św. Reginy.

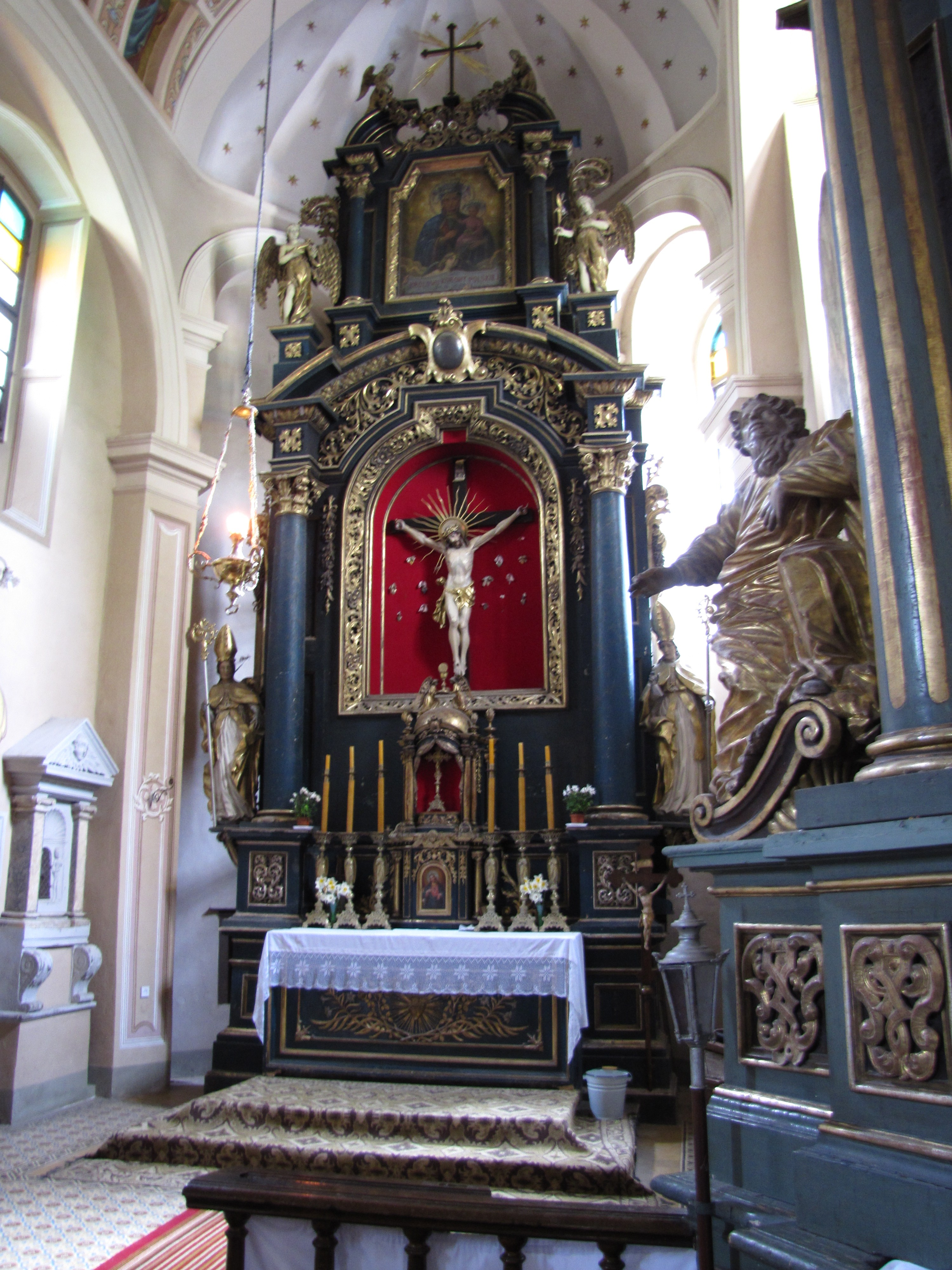
Ołtarz główny
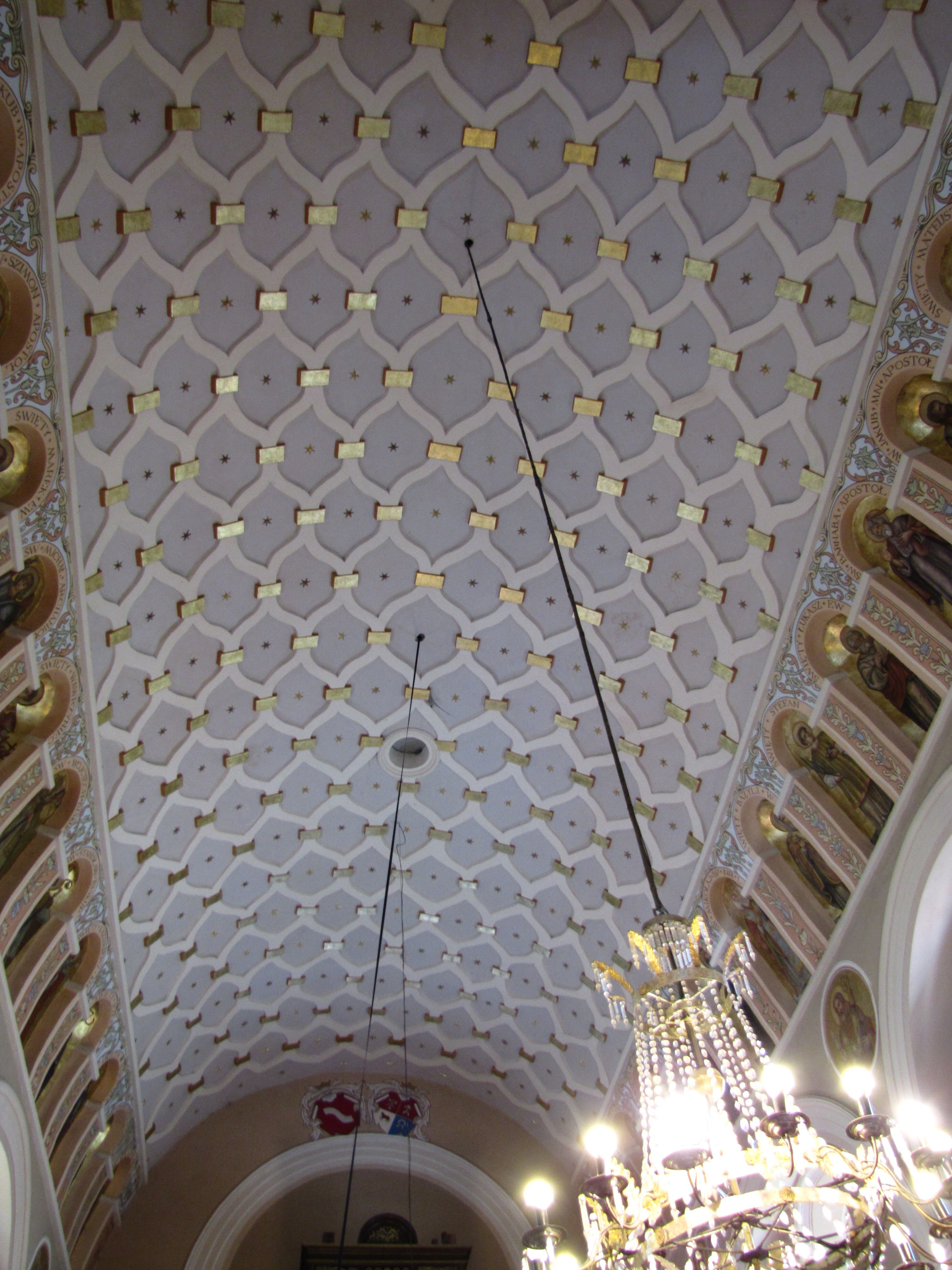
Sklepienie
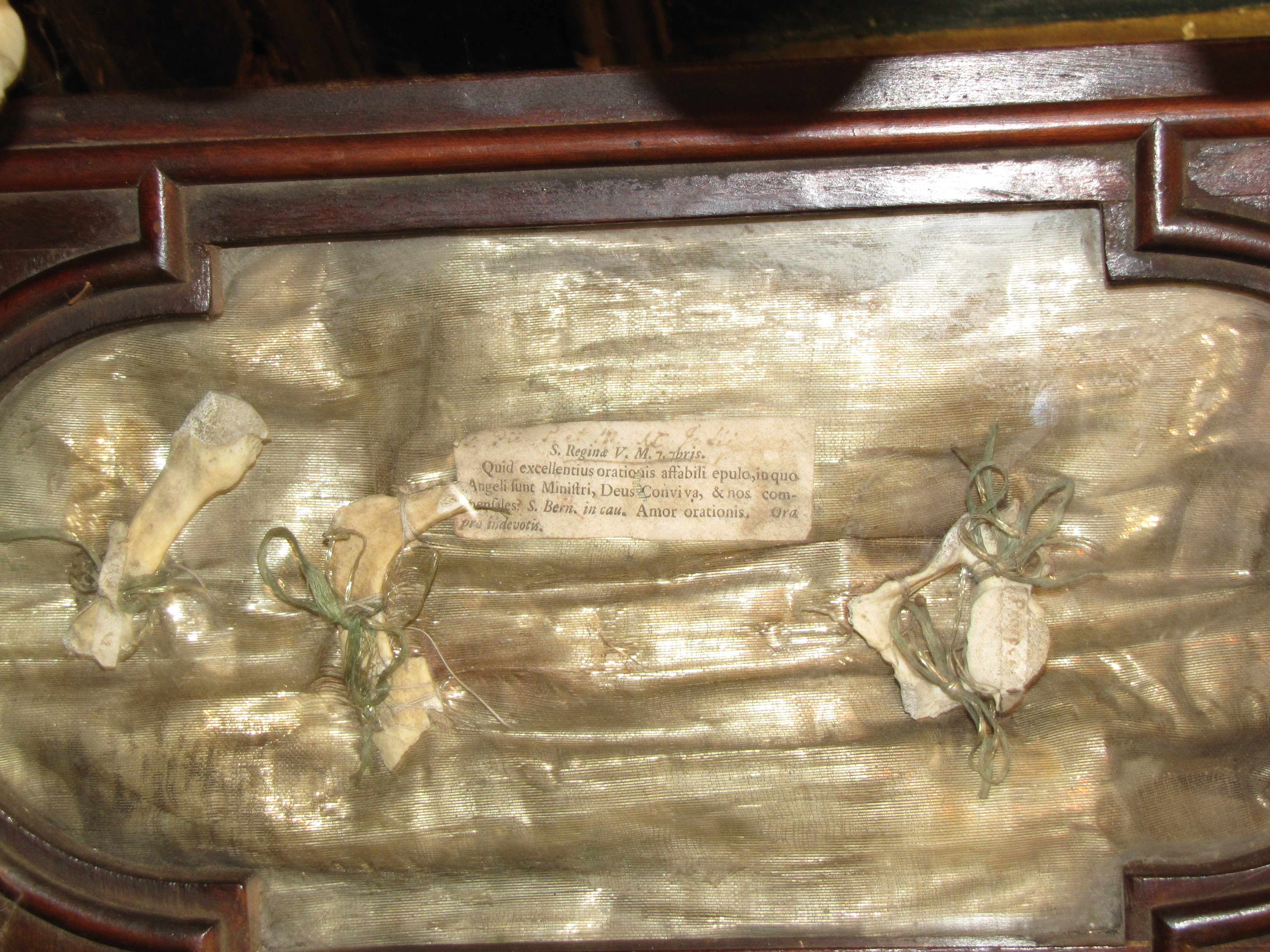
Trumienka z relikwiami św. Reginy